# Thức cột Doric
| Lịch sử kiến trúc phương Tây |
| Kiến trúc thời kì đồ đá      |
| Kiến trúc Ai Cập cổ đại      |
| Kiến trúc Lưỡng Hà           |
| Kiến trúc cổ điển            |
| Kiến trúc Hy Lạp cổ đại      |
| Kiến trúc La Mã cổ đại       |
| Kiến trúc thời Trung Cổ      |
| Kiến trúc Byzantine          |
| Kiến trúc Romanesque         |
| Kiến trúc Gothic             |
| Kiến trúc Phục Hưng          |
| Kiến trúc Baroque            |
| Kiến trúc Rococo             |
| Kiến trúc Tân cổ điển        |
| Kiến trúc hiện đại           |
| Kiến trúc hậu hiện đại       |
|                              |
| Các mục từ                   |

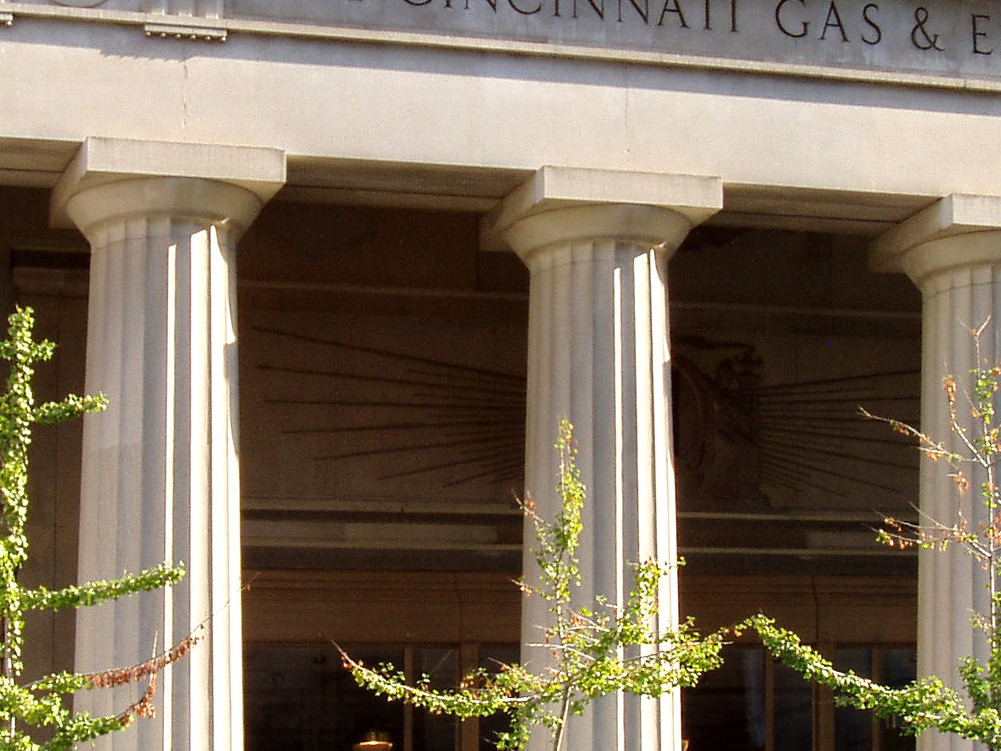
Cột Doric ở mặt tiền Đại học Cincinnati, Mỹ

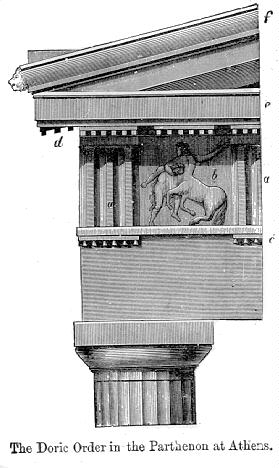
Cột Doric phiên bản Hy Lạp

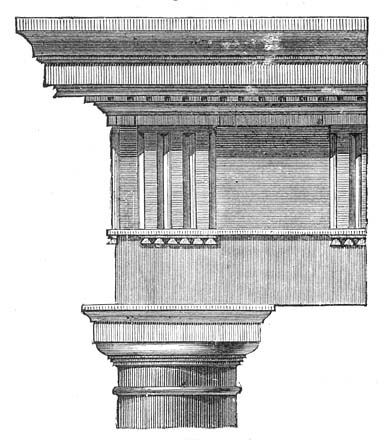
Cột Doric phiên bản La Mã

Thức cột Doric là một trong 3 cột cơ bản và được sử dụng nhiều nhất trong hệ thống thức cột cổ điển của kiến trúc Hy Lạp cổ đại, hai cột còn lại là Ionic và Corinth. Thức cột Doric được xem là thức cột được tạo ra đầu tiên, vào khoảng thế kỉ 4 trước Công nguyên và hoàn thiện vào thế kỷ 5 và được sử dụng ở đền Parthenon và đền Propylaea ở Athena, Hy Lạp.
Thức cột Doric do người Dorian sáng tạo ra, sau đó phát triển mạnh ở Peloponnesus (Πελοπόννησος), miền nam của Ý và Sicilia; ngược lại với thức Ionic, vốn phát triển ở Ionia, ngày nay thuộc Thổ Nhĩ Kỳ. Có những vùng mà người ta có thể tìm thấy cả hai loại cột như khu Acropolis ở thủ đô Athena được xây dựng với cả hai loại cột.
Từ nửa sau thế kỷ 6 trước Công nguyên, người Hy Lạp dùng thức Doric với tỷ lệ đường kính cột trên chiều cao cột là 1:5 đến 1:6. Với dáng vẻ khỏe mạnh và vững chắc của mình, cột Doric thể hiện một sức mạnh và vẻ đẹp nam tính, trong khi thức cột Ionic phản ánh sự duyên dáng và vẻ đẹp mềm mại của người phụ nữ. Tuy nhiên, điều nay không nhất thiết phản ánh sự phân biệt trong sử dụng của hai loại cột ở đền thờ các nam thần và các nữ thần.
Trong kiến trúc La Mã, thức cột Doric ít được sử dụng trong các công trình công cộng hơn kiến trúc Hy Lạp, có lẽ vì người La Mã thích vẻ đẹp giàu sang và tinh tế của các thức cột Ionic và thức cột Corinthian. Và vì vậy, trong phiên bản của kiến trúc La Mã, thức cột Doric thường có một vài sửa đổi như thêm phần đế cột và một vài chi tiết ở đầu cột.

## Cấu tạo của cột

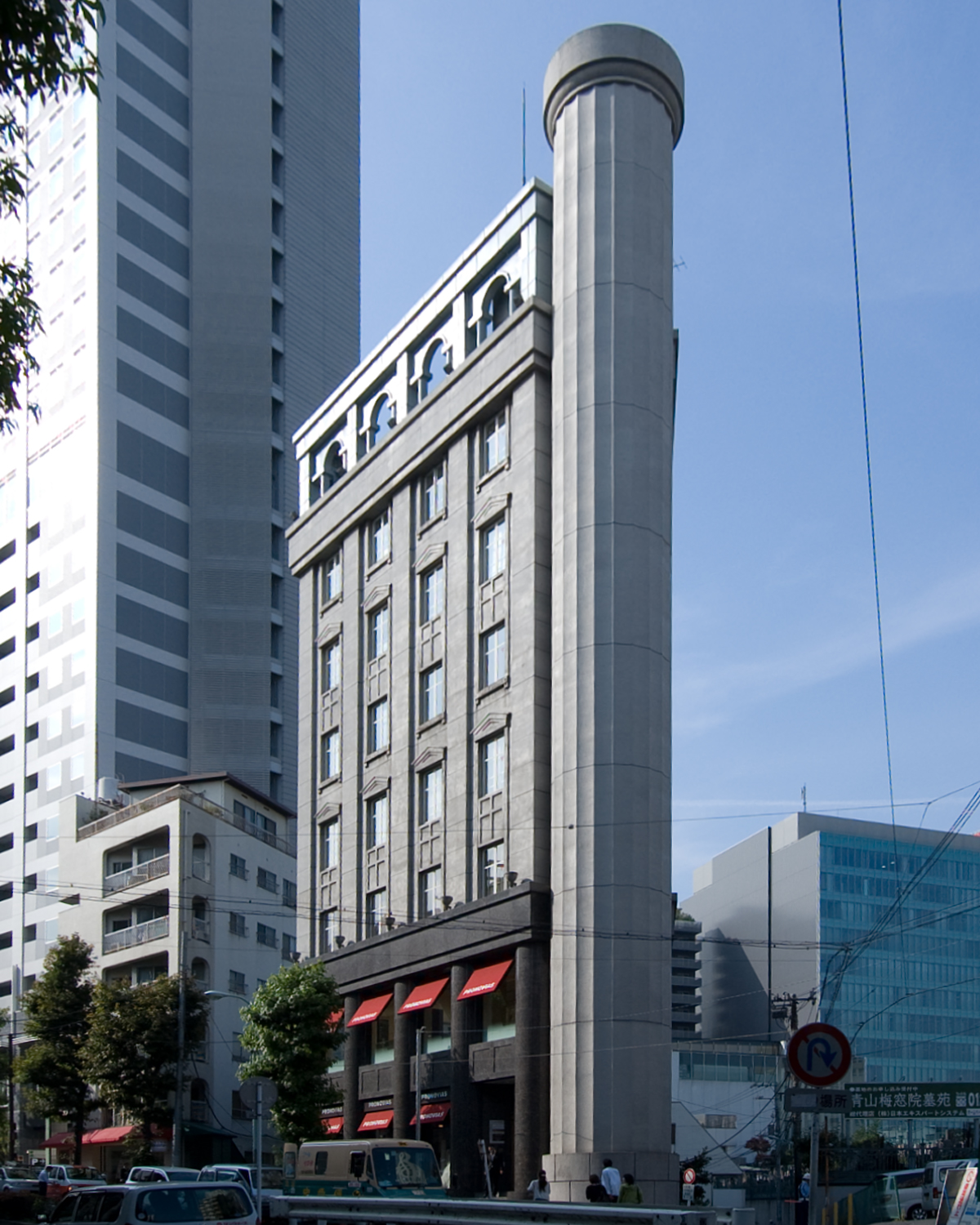
Cấu tạo cột Doric

Dựa trên cấu trúc của thức Doric, người ta cho rằng thức cột này xuất phát từ kết cấu gỗ, với sự mô phỏng về cấu trúc cũng như việc tái hiện các chi tiết trang trí từ vật liệu gỗ vào vật liệu đá.
- Trong phiên bản nguyên gốc Hy Lạp, cột Doric không có đế (base) mà được đặt trực tiếp lên nền phẳng của ngôi đền. Theo Vitruvius, cột được đặt phần bệ đỡ hàng cột (stylobat) để chịu tải trọng, dưới đó là phần nền (stereobat) và phần móng cột.
- Thân cột được tạo với 20 đường rãnh soi chạy song song (flutes), và được kết thúc bằng một đầu cột (capital) phẳng, được loe ra to hơn so với thân cột. Đầu cột có một mũ cột gồm một tấm vuông (abacus) phía trên và một mũ đỡ cong vành khăn (echinus) lượn phía dưới. Trong phiên bản La Mã, phần rãnh soi được thu hẹp lại, do vậy phần tiếp giáp giữa các rãnh không sắc nhọn như ở phiên bản Hy Lạp.
- Phần dầm ngang (entablature) được đặt trực tiếp lên đầu cột, những dầm này dùng để liên kết các đầu cột tạo thành một khung cứng, đồng thời dùng để đỡ băng ngang (tiếng Anh: frieze, tiếng Pháp: frise) bên trên có nhiều trang trí, có phù điêu hết sức công phu. Phần diềm mái (frieze) này được phân chia thành các tấm giữa (metoph) và các tấm khắc 3 nét (triglyph). Các tấm khắc 3 nét tái hiện phần kết thúc của một dầm gỗ, hàng diềm chấm nhỏ (guttae) bằng đá mô phỏng lại những mẩu gỗ chêm được sử dụng trong kết cấu gỗ. Phần chạm khắc của tấm giữa (metoph) tương đương với những đĩa sành trang trí được chèn vào giữa phần kết các dầm gỗ.
- Tiếp đến là một diềm ngang với phào (cornice) đưa ra khỏi mặt đứng và phần diềm mái trên cùng hình tam giác đều với những hình điêu khắc lớn nổi tiếng. Phần diềm mái đua (cornice) này được đưa vươn hẳn ra khỏi tường tương đương với phần thấp của mái và phần ngói lát, để thoát nước xuống mặt đất mà không chảy lên mặt tường. Các rãnh soi của diềm mái cũng tương tự như những đường soi ở đầu hồi nhà gỗ. Phần dầm ngang (entablature) chắc, khỏe, nhìn nặng hơn so với các thức cột Ionic và thức cột Corinth.

## Một số công trình sử dụng cột Doric

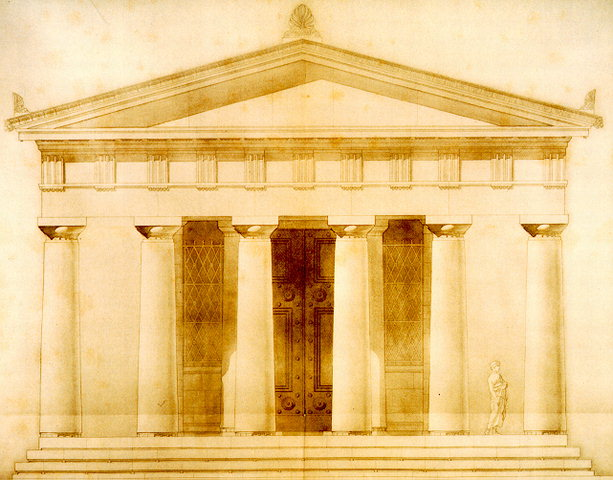
Đền thờ Apollo ở đảo Delos, bản vẽ phục chế của thế kỉ 19

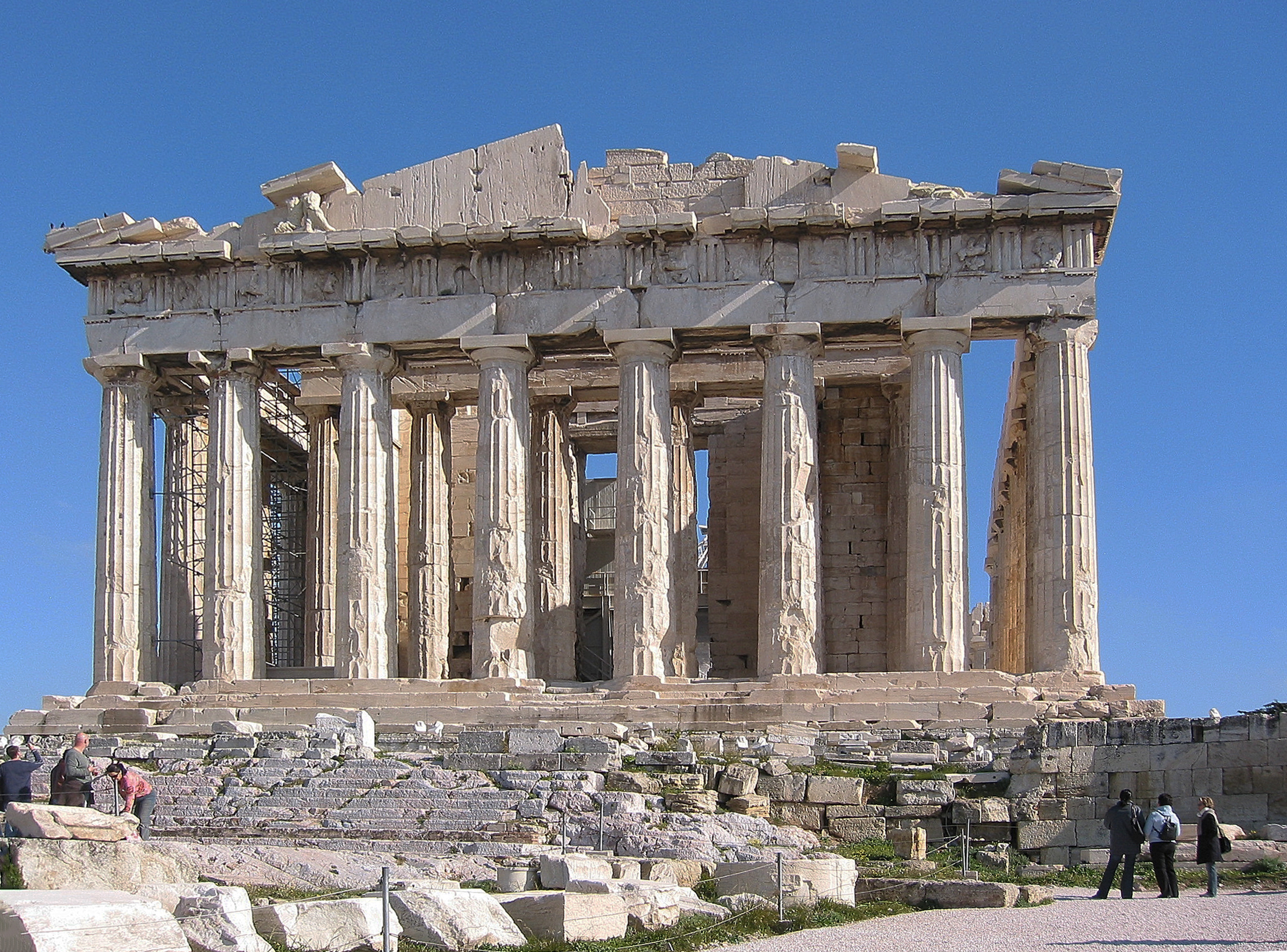
Đền Parthenon ở Anthena

- Đền Apollo tại Delos là một ngôi đền dạng peripteral sử dụng cột Doric. Đây là ngôi đền lớn nhất để thờ phụng thần Apollo trên đảo Delos (Δήλος, Dhilos). Đây được cho là nơi mà thần Apollo được sinh ra. Ngôi đền được khởi công vào năm 478 trước Công nguyên, tuy nhiên không bao giờ được hoàn thành. Trong giai đoạn độc lập của thành bang Athena, những người dân tại đảo Delos chuyển sang thờ thần Poros. Ngôi đền này thuộc dạng đền 6 cột (hexastyle), với 6 cột dọc theo mặt chính và 13 cột dọc theo cạnh dài của ngôi đền. Tất cả các cột đều được đặt trùng tâm với những tấm khắc (triglyph) của phần diềm mái ngoại trừ cột góc. Các thân cột mộc, không có rãnh soi, được đặt trực tiếp mà không có đế lên bệ đỡ hàng cột (stylobat). Phần cổ cột (necking) ở đỉnh cột và phần đệm vành khăn (echinus) được chăm chút với các đặc điểm cổ xưa.
- Đền thờ Hephaestus được xây dựng vào khoảng năm 449 trước Công nguyên ở Athena. Đây là ngôi đền cổ Hy Lạp được bảo tồn tốt nhất đến thời điểm hiện tại. Ngôi đền này thờ thần Hephaestus (còn gọi là thần Hephaesteion). Đôi khi người ta gọi đó là đền Theseum (tiếng Hy Lạp: Θησείο, Thisio). Tương tự như đền tại Delos, công trình có 6 cột Doric ở mặt đứng chính và 13 cột dọc theo cạnh dài của ngôi đền. Tuy nhiên phần diềm mái (frieze) của đền lại bị thay bằng diềm mái của thức cột Ionic.
- Đền Parthenon (tiếng Hy Lạp: Παρθενώνας) là ngôi đền nổi tiếng nhất trong số những di tích còn lại của nền văn minh Hy Lạp cổ đại và được xem như một trong những di sản kiến trúc bậc nhất của thế giới. Công trình được xây trên đỉnh của đồi Accropolis ở Anthena vào khoảng năm 446 trước Công nguyên để tôn vinh và cảm tạ nữ thần bảo hộ của thành phố là thần Anthena trong các cuộc chiến tranh ở vùng vịnh Ba Tư.